# Pseudanthias thompsoni
Pseudanthias thompsoni és una espècie de peix de la família dels serrànids i de l'ordre dels perciformes.

## Morfologia
- Els mascles poden assolir 22 cm de longitud total.[4][5]

## Alimentació
Menja zooplàncton.

## Hàbitat
És un peix marí de clima tropical i associat als esculls de corall que viu entre 5-190 m de fondària.

## Distribució geogràfica
Es troba a les Illes Ogasawara i a les Hawaii.